# Уједињено Краљевство на Европском првенству у атлетици у дворани 2017.
Уједињено Краљевство учествовало је на 34. Европском првенству у дворани 2017 одржаном у Београду, Србија, од 3. до 5. марта. Ово је тридесет четврто Европско првенство у атлетици у дворани од његовог оснивања 1970. године на којем је Уједињено Краљевство учествовало, односно учествовало је на свим првенствима до данас. Репрезентацију Уједињеног Краљевства представљало је 33 спортиста (17 мушкараца и 16 жена) који су се такмичили у 17 дисциплина (8 мушких и 9 женских).
На овом првенству Уједињено Краљевство је заузело 2. место по броју освојених медаља са 10  медаља (5 златних, 4 сребрне и 1 бронзана). У мушкој конкуренцији било је 2. са 3 медаље, 2 златне и 1 сребрна, док је код жена било 1. са 7 медаља, 3 златне, 3 сребрне и 1 бронзана. У табели успешности према броју и пласману такмичара који су учествовали у финалним такмичењима (првих 8 такмичара) Уједињено Краљевство је са 20 учесника у финалу заузело 2. место са 103 бода.
| Пл. | Земља            | 1. место | 2. место | 3. место | 4. место | 5. место | 6. место | 7. место | 8. место | Бр. фин. Бод. |
| --- | ---------------- | -------- | -------- | -------- | -------- | -------- | -------- | -------- | -------- | ------------- |
| 2.  | Велика Британија | 5 − 40   | 4 − 28   | 1 − 6    | 1 − 5    | 3 − 12   | 2 − 6    | 2 − 4    | 2 − 2    | 20 − 103      |

## Учесници
| Мушкарци: - Ричард Килти — 60 м - Тео Етјен — 60 м - Ендру Робертсон — 60 м - Кајл Лангфорд — 800 м - Гај Лирмонт — 800 м - Том Ланкашир — 1.500 м - Ник Гулаб — 3.000 м - Ендру Пози — 60 м препоне - Дејвид Кинг — 60 м препоне - Дејвид Омореги — 60 м препоне - Роби Грабарз — Скок увис - Крис Канду — Скок увис - Ален Смит — Скок увис - Данијел Брамбле — Скок удаљ - Ешли Брајант — Седмобој - Лијам Ремзи — Седмобој | Жене: - Аша Филип — 60 м - Ајлид Дојл — 400 м - Лавија Нилсен — 400 м - Лина Нилсен — 400 м - Шелејна Оскан Кларк — 800 м - Лора Мјур — 1.500 м, 3.000 м - Сара Макдоналд — 1.500 м - Ајлиш Маколган — 3.000 м - Стеф Твел — 3.000 м - Серен Банди-Дејвис — 4 х 400 м - Лора Медокс — 4 х 400 м - Керстен Маказлан — 4 х 400 м - Кели Масеј — 4 х 400 м - Морган Лејк — Скок увис - Лорејн Јуџин — Скок удаљ - Џасмин Сајерс — Скок удаљ - Рејчел Валадер — Бацање кугле |  |

## Освајачи медаља (10)

### Злато (5)
| - Ричард Килти - 60 м - Ендру Пози – 60 м препоне | - Аша Филип - 60 м - Лора Мјур - 1.500 м, 3.000 м |

### Сребро (4)
| - Роберт Грабарз - Скок увис | - Шелејна Оскан Кларк - 800 м - Лорејн Јуџен – Скок удаљ - Кели Масеј, Серен Банди-Дејвис, Лора Медокс, Керстен Маказлан - 4 х 400 м |

### Бронза (1)
|  | - Ајлиш Маколган - 3.000 м |

## Резултати

### Мушкарци
| Атлетичар       | Дисциплина   | Лични рекорд | Квалификације | Квалификације | Полуфинале            | Полуфинале           | Финале               | Финале          | Детаљи |
| Атлетичар       | Дисциплина   | Лични рекорд | Резултат      | Место         | Резултат              | Место                | Резултат             | Место           | Детаљи |
| --------------- | ------------ | ------------ | ------------- | ------------- | --------------------- | -------------------- | -------------------- | --------------- | ------ |
| Ричард Килти    | 60 м         | 6,49         | 6,61 КВ       | 1. у гр. 2    | 6,58 КВ               | 1. у гр. 3           | 6,54 EРС             |                 |        |
| Тео Етјен       | 60 м         | 6,56         | 6,62 КВ       | 1. у гр. 3    | 6,59 КВ               | 3. у гр. 1           | 6,67                 | 5 / 26          |        |
| Ендру Робертсон | 60 м         | 6,54         | 6,68 КВ       | 1. у гр. 4    | 6,63 КВ               | 3. у гр. 2           | дисквалификован      | дисквалификован |        |
| Гај Лирмонт     | 800 м        | 1:47,00      | 1:48,73       | 5. у гр. 4    | није се квалификовао  | није се квалификовао | није се квалификовао | 13 / 24         |        |
| Кајл Лангфорд   | 800 м        | 1:46,79      | 1:49,93 КВ    | 1. у гр. 3    | 1:49,23               | 3. у гр. 1           | није се квалификовао | 7 / 24          |        |
| Том Ланкашир    | 1.500 м      | 3:38,52      | 3:47,37 КВ    | 1. у гр. 1    |                       |                      | 3:46,57              | 5 / 22          |        |
| Ник Гулаб       | 3.000 м      | 7:53,82      | 8:02,49       | 2. у гр. 1    | није се квалификовао  | 13 / 21 (23)         |                      |                 |        |
| Ендру Пози      | 60 м препоне | 7,43         | 7,52 КВ       | 3. у гр. 3    | 7,51                  |                      |                      |                 |        |
| Дејвид Омореги  | 60 м препоне | 7,63         | 7,71          | 3. у гр. 3    | нису се квалификовали | 12 / 20 (24)         |                      |                 |        |
| Дејвид Кинг     | 60 м препоне | 7,63         | 7,70          | 6. у гр. 2    | нису се квалификовали | 11 / 20 (24)         |                      |                 |        |
| Крис Канду      | Скок увис    | 2,26         | 2,25          | 10.           | нису се квалификовали | 10 / 19              |                      |                 |        |
| Алан Смит       | Скок увис    | 2,29         | 2,25 кв       | 7.            | 2,18                  | 8 / 19               |                      |                 |        |
| Роберт Грабарз  | Скок увис    | 2,34         | 2,25 КВ       | 7.            | 2,30 ЛРС              |                      |                      |                 |        |
| Данијел Брамбле | Скок удаљ    | 8,14         | 7,64          | 12.           | није се квалификовао  | 12 / 18 (20)         |                      |                 |        |

#### Седмобој
| Дисциплина   | Ешли Брајант | Ешли Брајант | Ешли Брајант | Ешли Брајант | Ешли Брајант | Ешли Брајант |
| Дисциплина   | Лич. рек.    | Рез.         | Бод.         | Плас.        | Укупно       | Плас.        |
| ------------ | ------------ | ------------ | ------------ | ------------ | ------------ | ------------ |
| 60 м         | 7,08         | 7,06 ЛР      | 861          | 7.           | 861          | 7.           |
| Скок удаљ    | 7,79         | 7,66         | 975          | 1.           | 1.836        | 2.           |
| Бацање кугле | 14,65        | 14,57        | 763          | 5.           | 2.599        | 2.           |
| Скок увис    | 1,98         | 1,98         | 785          | 12.          | 3.384        | 4.           |
| 60 препоне   | 8,09         | 8,12         | 952          | 9.           | 4.336        | 4.           |
| Скок мотком  | 4,60         | 4,50         | 760          | 13.          | 5.096        | 10.          |
| 1.000 м      | 2:40,84      | 2:42,19      | 849          | 5.           | 5.945        | 9.           |
| Укупно       | 5.975        | -            | −            | −            | 5.945        | 9 / 14 (16)  |

| Дисциплина   | Лијам Ремзи | Лијам Ремзи | Лијам Ремзи | Лијам Ремзи | Лијам Ремзи | Лијам Ремзи  |
| Дисциплина   | Лич. рек.   | Рез.        | Бод.        | Плас.       | Укупно      | Плас.        |
| ------------ | ----------- | ----------- | ----------- | ----------- | ----------- | ------------ |
| 60 м         | 6,96        | 7,12        | 840         | 11.         | 840         | 11.          |
| Скок удаљ    | 7,27        | 6,81        | 769         | 14.         | 1.609       | 14.          |
| Бацање кугле | 13,64       | 13,62 ЛРС   | 705         | 13.         | 2.314       | 14.          |
| Скок увис    | 2,05        | 2,04        | 840         | 4.          | 3.154       | 14.          |
| 60 препоне   | 8,04        | 8,11 ЛРС    | 954         | 7.          | 4.108       | 14.          |
| Скок мотком  | 4.60        | 4,20        | 673         | 14.         | 4.781       | 14.          |
| 1.000 м      | 2:36,84     | 2:42,94     | 841         | 7           | 5.622       | 13.          |
| Укупно       | 5.832       |             |             |             | 5.622       | 13 / 14 (16) |

### Жене
| Атлетичарка                                                   | Дисциплина   | Лични рекорд | Квалификације   | Квалификације   | Полуфинале               | Полуфинале            | Финале                | Финале                | Детаљи |
| Атлетичарка                                                   | Дисциплина   | Лични рекорд | Резултат        | Место           | Резултат                 | Место                 | Резултат              | Место                 | Детаљи |
| ------------------------------------------------------------- | ------------ | ------------ | --------------- | --------------- | ------------------------ | --------------------- | --------------------- | --------------------- | ------ |
| Аша Филип                                                     | 60 м         | 7,09         | 7,25 КВ         | 1. у гр. 5      | 7,20 КВ                  | 1. у гр. 2            | 7,06 ЕРС, НР, ЛР      |                       |        |
| Ајлид Дојл                                                    | 400 м        | 51,45        | 53,28 КВ        | 1. у гр. 3      | 52,81                    | 3. у гр. 1            | Није се квалификовала | 7 / 29 (31)           |        |
| Лавија Нилсен                                                 | 400 м        | 51,90        | 53,74 КВ        | 1. у гр. 4      | 52,31                    | 2. у гр. 3            | 52,59                 | 4 / 29 (31)           |        |
| Лина Нилсен                                                   | 400 м        | 52,89        | Није стартовала | Није стартовала | Није се квалификовала    | Није се квалификовала | Није се квалификовала | Није се квалификовала |        |
| Шелејна Оскан Кларк                                           | 800 м        | 2:01,71      | 2:06,02 КВ      | 1. у гр. 1      | 2:03,09 КВ               | 1. у гр. 2            | 2:00,39 ЛР            |                       |        |
| Сара Меконалд                                                 | 1.500 м      | 4:11,62      | 4:12,50 КВ      | 2. у гр. 2      |                          |                       | 4:16,49               | 6 / 11                |        |
| Лора Мјур                                                     | 1.500 м      | 4:05,32      | 4:10,28 КВ      | 1. у гр. 1      | 4:02,39 РЕП, ЕРС, НР, ЛР |                       |                       |                       |        |
| Лора Мјур                                                     | 3.000 м      | 8:26,41      | 8:55,56 кв      | 5. у гр. 2      | 8:35,67 РЕП              |                       |                       |                       |        |
| Стефани Твел                                                  | 3.000 м      | 8:45,95      | 8:55,02 КВ      | 2. у гр. 2      | 8:50,40                  | 5 / 17                |                       |                       |        |
| Ајлиш Маколган                                                | 3.000 м      | 8:43,02      | 8:57,85 КВ      | 2. у гр. 1      | 8:47,43                  |                       |                       |                       |        |
| Серен Банди-Дејвис, Лора Медокс, Керстен Маказлан, Кели Масеј | 4 х 400 м    | 3:27,56 НР   |                 |                 |                          |                       | 3:31,05               |                       |        |
| Морган Лејк                                                   | Скок увис    | 1,94         | 1,90 кв         | 3.              |                          |                       | 1,85                  | 8 / 21                |        |
| Лорејн Јуџен                                                  | Скок удаљ    | 6,93 НР      | 6,80 КВ, ЛРС    | 3.              | 6,97 НР                  |                       |                       |                       |        |
| Џасмин Сајерс                                                 | Скок удаљ    | 6,71         | 6,54 кв         | 7.              | 6,67                     | 6 / 17                |                       |                       |        |
| Рејчел Валадер                                                | Бацање кугле | 17,43        | 17,35           | 10.             | Није се квалификовала    | 10 / 21               |                       |                       |        |